# 7D (tv-serie)
 Ikke at forveksle med De syv små dværge og Snehvide og de syv dværge (film fra 1937).
De 7 små dværge (originaltitel: The 7D) en Emmy-nomineret tegnefilmserie produceret af Disney Television Animation, der vises på  Disney Channel.[kilde mangler] Serien har tidligere været vist på tv-kanalen Disney XD.
Seriens karakterer er en genskabelse af figurerne fra Disneys tegnefilm fra 1937 Snehvide og de syv dværge og skildrer deres gøren og laden, før Snehvide kom forbi dværgenes hus. 
Serien omfatter to sæsoner. I april 2016 oplyste 'co-executive producer' Tom Warburton, at sæson to blev den sidste. 

## Danske stemmer
- Flovmand - Simon Nøiers
- Brille - Johan Vinde
- Gnavpot - Michael Elo
- Lystig - Henrik Koefoed
- Søvnig - Lars Thiesgaard
- Prosit - Sune Svanekier
- Dronningen Herlig - Vicki Berlin
- Grim - Christian Damsgaard
- Grev Stivballe - Mads Knarreborg
- Hilda - Maja Iven Ulstrup
- Kagehus-Heks - Vibeke Dueholm

Titelsang synges af Thor Pedersen og Mit Thybo.